# 2103
2103 (ММCIII) е обикновена година, започваща в събота според Григорианския календар. Тя е 2103-тата година от новата ера, сто и третата от третото хилядолетие и четвъртата от 2100-те.